# Pelagius von Córdoba

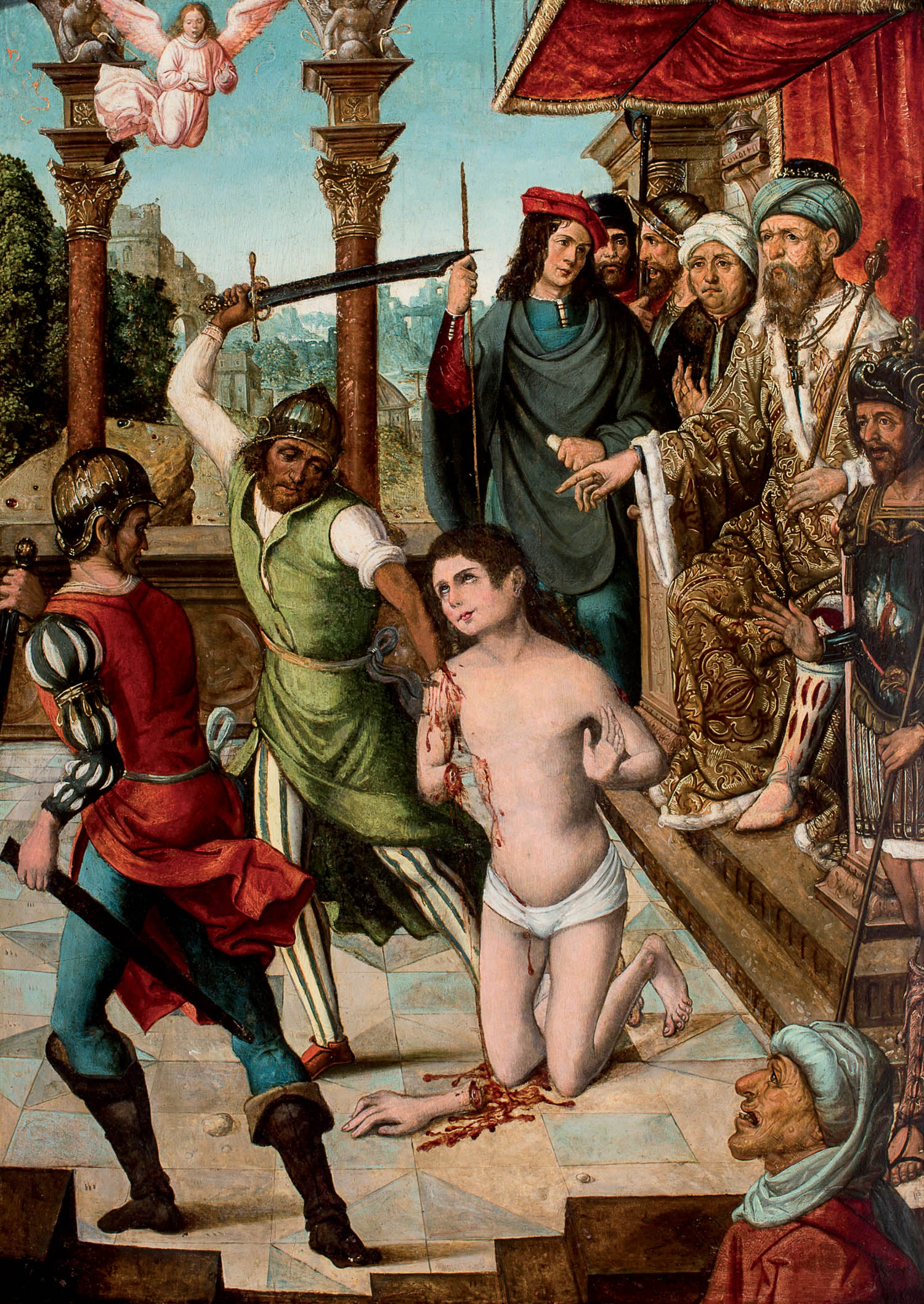
Meister von Becerril – Martyrium des Pelagius (um 1520)

Pelagius von Córdoba (* 911/912 angeblich in Crecente, Provinz Pontevedra; † um 925/926 in Córdoba; auch Pelagius von Cordova, in Spanien San Pelayo oder San Paio) war der Legende nach ein christlicher Märtyrer, der insbesondere in Spanien seit dem 10. Jahrhundert als Heiliger verehrt wird. Seine Existenz ist historisch nicht gesichert. Über Pelagius’ Martyrium berichten drei postume Hagiographien des 10. Jahrhunderts.

## Legende
Leben und Tod des Pelagius sind nicht von zeitgenössischen Quellen belegt. Für die Legende gibt es drei Textquellen, die jedoch mehrere Jahrzehnte nach dem angenommenen Todesdatum entstanden und alle von christlichen Geistlichen verfasst wurden.
Die Legende spielt zur Zeit der Eroberung der iberischen Halbinsel durch die Muslime (Emirat von Córdoba). Die Region Al-Andalus war zu dieser Zeit bereits seit rund zwei Jahrhunderten muslimisch besetzt. Die Legende thematisiert den Konflikt zwischen Christen und Muslimen und spielt in Córdoba, der Hauptstadt des Emirats. Pelagius’ Onkel (nach anderen Quellen Großvater), Bischof Hermoygius gerät 920 oder 921 nach einer Schlacht gegen die Sarazenen in Gefangenschaft. Im Austausch für seine eigene Freiheit überlässt er seinen zehnjährigen Neffen Pelagius dem islamischen Herrscher, Emir Abd ar-Rahman III. Pelagius bleibt drei Jahre lang in Geiselhaft. Wie in Heiligenlegenden üblich werden Pelagius’ Glaubensfestigkeit und Tugendhaftigkeit geprüft: Der Legende nach nötigt der Kalif den Jungen, den islamischen Glauben anzunehmen; Pelagius bleibt jedoch standhaft ein frommer Christ. In einigen Legenden wird dem Kalifen zusätzlich homosexuelles Begehren und Päderastie zugeschrieben. Die Zurückweisung bestraft der Kalif mit Folter bis zum Tod, wobei Pelagius die Gliedmaßen abgeschlagen oder mit eisernen Zangen abgerissen werden; zum Schluss wird er enthauptet.

## Textquellen
Die erste und wahrscheinlich früheste Textfassung der Legende stammt von einem iberischen Priester namens Raguel, von dem weiter keine Texte bekannt sind, und entstand zwischen 925 und 967. Raguel beschreibt eingehend die Keuschheit und Schönheit des Pelagius sowie seine tiefe Frömmigkeit, die in der Gefangenschaft noch gefestigt wird. Nach dreieinhalb Jahren Gefangenschaft wird er vor den muslimischen „König“ geführt, der von seiner Schönheit gehört hat. Der König bietet ihm ein hohes Amt an, wenn Pelagius zum Islam konvertiert; dieser lehnt jedoch ab. Auch die Freilassung christlicher Gefangener ist ein zu geringer Preis für Pelagius. Daraufhin berührt ihn der König (tangere ioculariter) – ein mutmaßlich sexuelles Angebot –, worauf Pelagius ihn ohrfeigt und bespuckt. Der König bietet ihm Lustknaben an, die Pelagius jedoch ebenfalls ablehnt, und legt ihm kostbare Gewänder um, die Pelagius abwirft, bis er nackt vor dem König steht. Als Strafe für die Zurückweisung dieser Versuchungen lässt ihn der König in Stücke hacken und in einen Fluss werfen. Seine sterblichen Überreste werden von Christen geborgen und auf zwei verschiedenen Friedhöfen bestattet – der Kopf auf St. Cyprian und der Körper auf St. Genesius. Pelagius’ Todesdatum gibt Raguel mit dem 26. Juni 964 an, der jedoch nach heutiger Zeitrechnung entweder in das Jahr 925 oder 926 fällt. Raguel vergleicht Pelagius in seinem Leiden mit Jesus Christus und macht ihn zur idealen Braut Christi.
Eine zweite Quelle des 10. Jahrhunderts ist die Passio Sancti Pelagii Martyris von Hrotsvit (Roswitha von Gandersheim). Hrotsvit gibt an, das Leiden des Pelagius nach einer mündlichen Erzählung eines Augenzeugen aus Cordova dargestellt zu haben. Welche Quelle Hrotsvit tatsächlich benutzte und wie diese nach Niedersachsen kam, ist nicht bekannt. Die Textfassung entstand um 950/960 im niedersächsischen Stift Gandersheim und beschreibt in lateinischen Hexametern das Leben und den Märtyrertod des Pelagius. Sie ist eingebettet in weitere Heiligenviten; Pelagius ist jedoch von Hrotsvit aus gesehen die jüngste Vita. Bei Hrotsvit ist Pelagius ein schöner Knabe, der islamische Gewaltherrscher (tyrannus) namens Abdrahemen ein Sodomit.
Die dritte Quelle ist eine mozarabische Liturgie, eine Messe, die in León wahrscheinlich um 967 abgefasst wurde. Die Messe feiert vermutlich die Ankunft der Reliquie des Pelagius in León.

## Historischer Kontext
Emir bzw. Kalif Abd ar-Rahman III. gilt in der heutigen Forschung als toleranter Herrscher, der in seiner fünfzigjährigen Herrschaftszeit Einheit in die von ihm regierten Gebiete brachte, die Verwaltung erneuerte und Konflikte verschiedener muslimischer Gruppen befriedete. Unter anderem verdankt ihm die Stadt Córdoba umfassende städtebauliche Maßnahmen. In Spanien lebenden christlichen Klerikern mag jedoch die Prachtentfaltung am Hof ebenso wie die Religion der Muslime ein Dorn im Auge gewesen sein. Der Priester Raguel, der die mutmaßlich früheste Textfassung der Pelagiuslegende verfasste, schildert den Luxus und die Verlockungen des Hofs als gefährliche Versuchungen gegen den Glauben der christlichen Minderheit.
Die Legenden dienten der christlichen Minderheit dazu, den Islam zu diskreditieren. Verstärkt wurde der Effekt der Erzählung durch das jugendliche Alter des Märtyrers und die Sündhaftigkeit des Kalifen. Die Legende gilt einigen Forschern als eine der frühesten Verurteilungen von Homosexualität durch christliche Autoren.
Im Kontext der Reconquista, der Rückeroberung der iberischen Halbinsel durch die christlichen Mächte, wurde die Pelagiusverehrung gefördert. Die Verehrung breitete sich rasch aus vom andalusischen Córdoba bis in seine Heimat Galicien. Die sterblichen Überreste (Reliquie) wurden um 967/970 nach León überführt. Pelagius wurde zum beliebten Patron für Kirchengemeinden in Andalusien und Galicien.

## Attribute
Pelagius’ ikonografisches Attribut ist in Anlehnung an seinen Tod ein Schwert, das seinen Hals verletzt, sowie die Märtyrerpalme für das Martyrium, gelegentlich auch Attribute für die Frömmigkeit wie der Rosenkranz.

## Festtag
Der Gedenktag für Pelagius ist der 26. Juni.